# Gamboma (ville)
Gamboma souvent appelée Gam City est une ville de la république du Congo créée le 12 janvier 1909, située au centre dans le département des Plateaux, à 273 km de la capitale Brazzaville. Elle est le chef-lieu du district de Gamboma et avait fêté son centenaire en 2012 à la suite de l'élection présidentielle survenue en juillet 2009,. La ville possède dans sa forme entière un aéroport national. Elle est aussi le siège éponyme d'un diocèse.
Les habitants de Gamboma sont appelés les Gangoulous. Ils vivent depuis longtemps dans les plateaux et font partie du royaume Téké et sont connus à travers le pays par leur façon de s'habiller.
La ville est localisée en plein centre du pays, sur la route nationale numéro 2 et constitue un véritable carrefour d'échange entre le nord et le sud. Traversée par la rivière Komo et la Nkéni, sa plus grande production vivrière est l'igname et la pomme de terre.

## Personnalités
- Cegra Karl, un musicien de rumba congolaise, est né